# Полетимо, pолетимо
Полетимо, pолетимо је трећи студијски албум Сеје Калача, који је издат 1997. године за хрватску издавачку кућу Lyra & Co на аудио-касети.

## Списак песама
| №  | Назив                    | Трајање |  |
| 1. | Полетимо, pолетимо       |         |  |
| 2. | Бол болујем у туђини     |         |  |
| 3. | Волим да коцкам          |         |  |
| 4. | Шеила кћери мила         |         |  |
| 5. | Главе чуде               |         |  |
| 6. | Пустите ме да се напијем |         |  |
| 7. | Дигни главу пријатељу    |         |  |
| 8. | Мајко утјеши ме          |         |  |